# Festiwal w Parintins
Festiwal w Parintins (port. Festival Folclórico de Parintins) – święto ludowe obchodzone corocznie w ostatni weekend czerwca w mieście Parintins w stanie Amazonas w Brazylii.
Areną festiwalu jest Bumbodrom (Bumbódromo), stadion w kształcie głowy wołu, który może pomieścić 35 tysięcy widzów. Głównym wydarzeniem imprezy jest symboliczna rywalizacja pomiędzy dwoma wołami: Caprichoso i Garantido.

## Opis
Centralnymi postaciami Festiwalu w Parintins są figury dwóch wołów. Postać wołu Garantido powstała w 1913 roku z inicjatywy Lindolfo Monteverde. Data narodzin Caprichoso jest nieustalona – niektóre źródła podają, że stało się to także w 1913 roku, a inne wymieniają datę 1922. Początkowo wół nazywał się Galante, dopiero w 1925 roku zmieniono jego nazwę na Caprichoso. Każdy z wołów ma swój dominujący kolor – Garantido czerwony, a Caprichoso niebieski.
Festiwal w Parintins odbył się po raz pierwszy w 1965 roku, jednak wtedy jeszcze woły nie brały w nim udziału. Po raz pierwszy wystąpiły dopiero rok później. Sam festiwal został stworzony przez trzech przyjaciół związanych z katolickim stowarzyszeniem młodzieżowym Juventude Alegre Católica. Wkrótce zyskał dużą popularność w stanie Amazonas i całej Brazylii.
Do 1988 roku festiwal odbywał się na ulicach Parintins, następnie przeniósł się na nowo wybudowaną arenę festiwalową, zwaną Bumbodromem. Obecnie zaledwie 5% miejsc na widowni jest biletowanych, reszta jest rozdzielana pomiędzy fanów obydwu drużyn.
Motywem przewodnim festiwalu jest alegoryczny pojedynek pomiędzy wołami Caprichoso i Garantido. Każdej z tych postaci towarzyszy orszak ok. 3 tysięcy ludzi. Podczas 2,5 godzinnej inscenizacji, przedstawiana jest historia wołu, zabitego na życzenie ciężarnej Catiriny. Kobieta chciała zjeść potrawę z ozora wołu, więc jej mąż Francisco zabił dorodne zwierzę, aby spełnić życzenie żony. Na końcu wół wraca do życia, dzięki czarom odprawianym przez szamana. Podobne wersje opowieści o wole przedstawiane są podczas imprez świętojańskich w Regionie Północno-Wschodnim Brazylii.
Alegorycznemu pojedynkowi wołów towarzyszą spektakle oparte na legendach Amazonii, a także inspirowana nimi muzyka i mityczne postacie. Festiwal w Parintins jest uważany za największe foklorystyczne wydarzenie związane z kulturą rdzennych ludów Amazonii oraz drugie po karnawale największe święto ludowe Brazylii.
W latach 2005–2018 zyski z festiwalu dla budżetu stanu Amazonas wyniosły 425 miliony reali. Parintins odwiedziło przez ten czas ponad 700 tysięcy turystów.

## Elementy festiwalu
Występ obydwu wołów i grup im towarzyszących, ocenia specjalna komisja. Punktowanych jest 21 elementów, które decydują o wygranej drużyny Caprichoso lub Garantido.
1. Muzyka, zwana toada. Tekst utworów nawiązuje do mitycznych postaci z Amazonii, a także codziennego życia mieszkańców. Piosenki mogą zawierać odgłosy lasu, takie jak śpiew ptaków.
2. Apresentador (prezenter lub narrator). Mistrz ceremonii, który opowiada historię odgrywaną przez woły i tancerzy.
3. Levantador de toadas. Osoba paradująca tuż przed orkiestrą, która jest głosem wiodącym w toadas (pieśniach).
4. Batucada lub marujada (orkiestra) – w każdym zespole liczy ok. 400 muzyków, którzy wykonują 15-22 piosenek podczas całego występu
5. Rytuał. Jeden z ważniejszych momentów, zazwyczaj pod koniec przedstawienia. Prezentuje tradycyjny indiański rytuał, odprawiany przez szamana.
6. Porta-estandarte. W tej kategorii ocenia się postać reprezentującą wołu.
7. Boi Bumbá Evolução. Kolejna kategoria, gdzie oceniany jest wół, sposób w jaki się porusza i jego interakcja z publicznością.
8. Amo-do-boi. Właściciel wołu i całego gospodarstwa, który śpiewa improwizowane utwory.
9. Sinhazinha da fazenda. Panienka, córka gospodarza.
10. Rainha do folclore. Królowa folkloru, uosabia różnorodność i ludową ekspresję.
11. Cunhã poranga. Najpiękniejsza dziewczyna w plemieniu, wojowniczka. Jej piękno jest jednocześnie jej siłą.
12. Pajé (szaman) – jest jedną z centralnych postaci spektaklu. To dzięki jego czarom wół może wrócić do świata żywych.
13. Plemiona indiańskie. Nieodłączny element każdej drużyny, reprezentują rdzenne ludy Amazonii. Ocenia się ich taniec, ubiór, a także wierność przekazu tradycyjnych ludowych tańców.
14. Tuxáuas. Grupa indiańskich kacyków, którzy mają zaprezentować ludową mądrość ludów Amazonii oraz alegoryczne wyobrażenie Indian i kaboklów.
15. Typowa postać z regionu. W tej kategorii występują wybrane postacie z kultury amazońskiej, jej symbole.
16. Alegoria. Struktura artystyczna, która służy jako tło i scenariusz dla przedstawienia. Ocenia się wykończenie, wykonanie, rozmach i estetykę.
17. Legendy amazońskie. Prezentacja mitów i opowieści, które wywodzą się z amazońskiego folkloru i kultury ludowej. Ważny jest pomysł oraz jego zaprezentowanie.
18. Vaqueirada. Rodzaj straży przybocznej złożonej z innych wołów, które towarzyszą głównemu bohaterowi.
19. Galera. Publiczność, która podczas festiwalu również jest oceniana pod kątem kreatywności i zaangażowania w dopingowanie swoich faworytów.
20. Choreografia. Spójność elementów tanecznych, gdzie ocenia się rytm, dynamikę i wykonanie.
21. Organizacja i ogólne wrażenie.

## Zwycięzcy
| Rok  | Zwycięzca  | 2. miejsce |
| ---- | ---------- | ---------- |
| 1966 | Garantido  | Caprichoso |
| 1967 | Garantido  | Caprichoso |
| 1968 | Garantido  | Caprichoso |
| 1969 | Caprichoso | Garantido  |
| 1970 | Garantido  | Caprichoso |
| 1971 | Garantido  | Caprichoso |
| 1972 | Caprichoso | Garantido  |
| 1973 | Garantido  | Caprichoso |
| 1974 | Caprichoso | Garantido  |
| 1975 | Garantido  | Caprichoso |
| 1976 | Caprichoso | Garantido  |
| 1977 | Caprichoso | Garantido  |
| 1978 | Garantido  | Caprichoso |
| 1979 | Caprichoso | Garantido  |
| 1980 | Garantido  | Caprichoso |
| 1981 | Garantido  | Caprichoso |
| 1982 | Garantido  | Campineiro |
| 1983 | Garantido  | Caprichoso |
| 1984 | Garantido  | Caprichoso |
| 1985 | Caprichoso | Garantido  |
| 1986 | Garantido  | Caprichoso |
| 1987 | Caprichoso | Garantido  |
| 1988 | Garantido  | Caprichoso |
| 1989 | Garantido  | Caprichoso |
| 1990 | Caprichoso | Garantido  |
| 1991 | Garantido  | Caprichoso |
| 1992 | Caprichoso | Garantido  |
| 1993 | Garantido  | Caprichoso |
| 1994 | Caprichoso | Garantido  |
| 1995 | Caprichoso | Garantido  |
| 1996 | Caprichoso | Garantido  |
| 1997 | Garantido  | Caprichoso |
| 1998 | Caprichoso | Garantido  |
| 1999 | Garantido  | Caprichoso |
| 2000 | Garantido  | (remis)    |
| 2000 | Caprichoso | (remis)    |
| 2001 | Garantido  | Caprichoso |
| 2002 | Garantido  | Caprichoso |
| 2003 | Caprichoso | Garantido  |
| 2004 | Garantido  | Caprichoso |
| 2005 | Garantido  | Caprichoso |
| 2006 | Garantido  | Caprichoso |
| 2007 | Caprichoso | Garantido  |
| 2008 | Caprichoso | Garantido  |
| 2009 | Garantido  | Caprichoso |
| 2010 | Caprichoso | Garantido  |
| 2011 | Garantido  | Caprichoso |
| 2012 | Caprichoso | Garantido  |
| 2013 | Garantido  | Caprichoso |
| 2014 | Garantido  | Caprichoso |
| 2015 | Caprichoso | Garantido  |
| 2016 | Garantido  | Caprichoso |
| 2017 | Caprichoso | Garantido  |
| 2018 | Caprichoso | Garantido  |